# Alain Van Den Bossche
Alain Van Den Bossche, né le 17 novembre 1965 à Grammont, est un coureur cycliste belge. Professionnel de 1990 à 1995, il a notamment remporté le championnat de Belgique sur route en 1993.

## Biographie
Son père, Henri, est un coureur professionnel au début des années 1960.  Alain Van Den Bossche pratique le football à Grammont en Promotion,. À la suite de problèmes au dos, il privilégie le cyclisme.
En 1990, il passe professionnel au sein de l'équipe néerlandaise TVM. Il signe son premier contrat après avoir gagné l'année précédente Zesbergenprijs-Harelbeke et l'Internationale Wielertrofee Jong Maar Moedig. Il est utilisé en course dans un rôle d'équipier. Il obtient quelques places d'honneur sur les semi-classiques belges : sixième du Circuit Het Volk en 1992 et du Samyn en 1993.
En 1993, lors du championnat de Belgique, il fait partie avec Guy Nulens d'une échappée à deux coureurs, partie à 120 kilomètres de l'arrivée. La course est marquée par de nombreux abandons et seuls douze coureurs terminent l'épreuve. La victoire se joue au sprint entre les deux échappées et Van Den Bossche, plus rapide, décroche le titre à la surprise générale,. Il s'agit de sa première et unique victoire chez les professionnels. En fin de saison, il se classe sixième de Paris-Tours.
La saison suivante, avec le maillot de champion de Belgique, il chute lourdement lors du Tour des Flandres et ne peut défendre son titre national. Il met un terme an plus tard à sa carrière de cycliste.

## Palmarès
- 1989
  - Zesbergenprijs Harelbeke
  - Internationale Wielertrofee Jong Maar Moedig
- 1993
  -  Champion de Belgique sur route
  - 3e de Stadsprijs Geraardsbergen
  - 6e de Paris-Tours